# Daleszyce
Daleszyce là một thị trấn thuộc huyện Kielecki, tỉnh Świętokrzyskie ở trung tâm Ba Lan. Thị trấn có diện tích 16 km². Đến ngày 1 tháng 1 năm 2011, dân số của thị trấn là 2953 người và mật độ 191 người/km².